# Збірна Кіпру з футболу
Збірна Кіпру з футболу — представляє Кіпр на міжнародних футбольних турнірах і  товариських зустрічах. Контроль та організацію здійснює Кіпрській федерації футболу.
Станом на 3 квітня 2025 посідає 129-e місце у рейтингу футбольних збірних світу.

## Історія

### Чемпіонат світу
Перший офіційний матч кіпріоти повинні були провести проти Ізраїлю до ЧС-1958. Але, через те що кіпріоти не отримали візи Ізраїлю і не прилетіли туди, їм було зараховано технічну поразку. У 1960 р. Кіпр теж грав з Ізраїлем і програв - 1:1, 1:6.
Два наступних цикли Кіпр, вже в зоні УЄФА, провалив - у всіх матчах програв. 14 лютого 1973 р. Кіпр здобув першу перемогу у відборі до ЧС над Північною Ірландією. Але всі інші матчі кіпріоти програли.
Потім настав період невдач, коли кіпріоти протягом п'ятнадцяти років не могли заробити жодного очка в матчах до чемпіонату світу. Йшли одні поразки, але 22 жовтня 1988 р. Кіпр поділив очки з сильною збірною Франції. Але потім знову пішли сім поразок.
Дуже непоганий цикл за старими кіпріотськими мірками був до ЧС-1994. Тоді Кіпр двічі переміг збірну Фарерських островів і зіграв внічию з Чехією і Словаччиною, набравши п'ять очок. Ще успішнішим був відбір до ЧС-1998, коли Кіпр переміг двічі Люксембург, переміг Ізраїль і зіграв внічию зі збірною Росії - 1:1.
У відборі до ЧС-2002 Кіпр двічі переміг збірну Андорри і звів внічию матчі з Естонією. Наступний цикл Кіпр провалив: нічия і перемога з Фарерами. У нинішньому циклі Кіпр переміг і звів внічию матчі з грузинами, програвши Ірландії, Болгарії та Італії.

### Чемпіонат Європи
Перший матч у рамках чемпіонату Європи кіпріоти провели 3 грудня 1966 року в  Нікосії проти Румунії. Перший млинець видався глевкий: програш 1:5. Наступні чотири матчі Кіпр теж програв, а потім 17 лютого 1968 р. переміг швейцарську збірну 2:1.
Потім послідували 14 поспіль програних матчу, і нарешті 13 лютого в Лімасолі - нічия з Румунією. Рахунок 1:1. Потім сталися ще 5 поразок. Але ось 12 лютого 1983 Кіпр грає внічию з Італією, яка той відбірковий цикл провалила - 1:1. Вже в  Нікосії та відбувається нічия з Чехословаччиною - теж 1:1.
У циклі-88 в Гданську проти поляків Кіпр набрав єдине очко - 0:0. Але в наступному відбірковому турнірі кіпріоти жодного очка не набрали.
У наступному циклі знаменна подія: перша перемога після 26-річної перерви. Програли вірмени - 0:2 16.11.1994 р. Потихеньку Кіпр відібрав по очку у Данії, Македонії, Бельгії і тієї ж Вірменії.
А 5 вересня 1998 Кіпр переміг грізну Іспанію - 3:2, після чого іспанці відправили у відставку Хав'єра Клементе. Була ще перемога над Ізраїлем, і дві над Сан-Марино.
До Євро-04 Кіпр переміг Мальту, двічі поділив очки з Ізраїлем і Словенією. Ну а до Євро-08 Кіпр отримав дві гідні перемоги над британськими збірними - Уельсом і Ірландією (причому Ірландію розгромив), а також Сан-Марино, поділив очки з німцями та ірландцями.

## Кубок Світу
- 1930–1954 — не брала участі
- 1958 — відмовилася від участі
- 1962–2022 — не пройшла кваліфікацію

## Чемпіонат Європи
- 1960 — не брала участі
- 1964 — не брала участі
- 1968–2024 — не пройшла кваліфікацію